# Stade Köpetdag
 (avril 2025).
Si vous disposez d'ouvrages ou d'articles de référence ou si vous connaissez des sites web de qualité traitant du thème abordé ici, merci de compléter l'article en donnant les références utiles à sa vérifiabilité et en les liant à la section « Notes et références ».
Le stade Köpetdag est un stade de football turkmène situé à Achgabat, d'une capacité de 26 000 places.